# 274 Philagoria
Philagoria (asteroide 274) é um asteroide da cintura principal com um diâmetro de 26,57 quilómetros, a 2,6586712 UA. Possui uma excentricidade de 0,1253681 e um período orbital de 1 935,75 dias (5,3 anos).
Philagoria tem uma velocidade orbital média de 17,08335205 km/s e uma inclinação de 3,68264º.
Este asteroide foi descoberto em 3 de Abril de 1888 por Johann Palisa.